# Reichhub
Reichhub ist eine Streusiedlung und eine Katastralgemeinde der Stadtgemeinde Haag im Bezirk Amstetten in Niederösterreich.

## Geschichte
Laut Adressbuch von Österreich waren im Jahr 1938 in Reichhub ein Binder, ein Schneider und eine Schneiderin, ein Schuster, ein Wagner und zahlreiche Landwirte ansässig.

## Siedlungsentwicklung
Zum Jahreswechsel 1979/1980 befanden sich in der Katastralgemeinde Reichhub insgesamt 85 Bauflächen mit 57906 m² und 113 Gärten auf 425585 m², 1989/1990 waren es 84 Bauflächen. 1999/2000 war die Zahl der Bauflächen auf 106 angewachsen und 2009/2010 waren es 114 Gebäude auf 192 Bauflächen.

## Landwirtschaft
Die Katastralgemeinde ist landwirtschaftlich geprägt. 597 Hektar wurden zum Jahreswechsel 1979/1980 landwirtschaftlich genutzt und 90 Hektar waren forstwirtschaftlich geführte Waldflächen. 1999/2000 wurde auf 627 Hektar Landwirtschaft betrieben und 96 Hektar waren als forstwirtschaftlich genutzte Flächen ausgewiesen. Ende 2018 waren 603 Hektar als landwirtschaftliche Flächen genutzt und Forstwirtschaft wurde auf 100 Hektar betrieben. Die durchschnittliche Bodenklimazahl von Reichhub beträgt 48,4 (Stand 2010).